# 瓦伊人
瓦伊人是西非的民族，主要居住在利比里亞，而少數則住在塞拉利昂東南部，他們使用瓦伊語溝通。瓦伊人在肥沃的土地耕種，主食是稻米，也種植棉花、玉米、南瓜、香蕉、咖啡豆和可可豆等農作物。瓦伊人信奉伊斯蘭教，數百年以來的傳統習慣均遵照《古蘭經》的規定，他們大多十分迷信，相信身邊有能幻化為生物或物件的靈魂。